# Hexura picea
Hexura picea es una especie de arácnido perteneciente al género Hexura, dentro de la familia Antrodiaetidae, del orden de las arañas.

## Distribución
La especie se distribuye por Estados Unidos.

## Taxonomía
Fue descrita científicamente por Eugène Louis Simon en 1884. La descripción original fue publicada en Note sur le groupe des Mecicobothria. Bulletin De La Société Zoologique De France, número 9, entre las páginas 313 y 317.